# Marzena Podolska
Marzena Podolska (ur. 7 grudnia 1976) – polska judoczka.
Była zawodniczka UKJ Orzeł Warszawa (1992-2001). Wicemistrzyni Polski Juniorek Młodszych (Wrocław 1992).Dwukrotna brązowa medalistka mistrzostw Polski Juniorów (Radom 1993, Bielsko Biała 1994 w wadze do 66kg), Medalistka Młodzieżowych Mistrzostw Polski -Bydgoszcz 1995 brąz, Wrocław 1996 brąz,  Wrocław 1998 brąz. Dwukrotna brązowa medalistka mistrzostw Polski seniorek w kategorii do 70 kg (1998, 1999). Brała tez udział w zawodach Grad Prix Seniorek i Seniorów Rybnik 2000-srebro, w FInale Grand Prix w Bytomiu-2000 r -brąz. 